# Eskiminzin
Eskiminzin (c. 1828 – décembre 1895) est un chef apache du groupe des Aravaipas. Souhaitant maintenir la paix avec les Blancs, il accepte en 1871 de s'installer à proximité de Camp Grant, près de la ville actuelle de Tucson en Arizona. Le 30 avril, un groupe de civils américains de Tucson, des Mexicains et des guerriers Tohono O'odham attaquent la petite communauté, tuant 125 Apaches, principalement des femmes et des enfants. Absent au moment de l'attaque, Eskiminzin finit par rejoindre la réserve indienne des Apaches de San Carlos. En 1891, suspecté d'avoir protégé le hors-la-loi Apache Kid, Eskiminzin est envoyé à Fort Wingate au Nouveau-Mexique puis en Alabama où il est retenu plusieurs années tandis qu'il clame son innocence. Il est finalement relâché avec son groupe en 1894 et regagne la réserve de San Carlos où il meurt un an plus tard.